# Colibrí presumit d'arracades
El colibrí presumit d'arracades (Lophornis ornatus) és una espècie d'ocell de la família dels troquílids (Trochilidae) que habita boscos clars, matolls i sabanes de les terres baixes fins als 950 m, del sud i nord-est de Veneçuela, Trinitat i Tobago, Guaiana i l'extrem nord del Brasil. Aquest ocell és molt colorit.